# 宝ケ池駅
宝ケ池駅（たからがいけえき）は、京都府京都市左京区にある叡山電鉄の駅。駅ナンバリングはE06。

## 概要
叡山本線と鞍馬線の2路線が乗り入れており、このうち鞍馬線は当駅を起点としている。なお鞍馬線の列車はすべて、叡山本線に直通して出町柳駅発着で運転されている。
駅ナンバリングは両路線で共通の番号を用いているが、駅番号を表記する色はそれぞれの路線のラインカラーが使われている。

## 歴史
- 1925年（大正14年）9月27日：京都電燈が経営する叡山電鉄平坦線の山端駅（やまばなえき）として開業[2]。
- 1928年（昭和3年）12月1日：鞍馬電気鉄道により山端 - 市原間が開業し、接続駅となる[2][3]。
- 1929年（昭和4年）12月20日：鞍馬電気鉄道と京都電燈（出町柳駅方面）との乗り入れを開始[4]。
- 1942年（昭和17年）
  - 3月2日：京都電燈の会社解散準備に伴い、鉄軌道部門を分離設立した京福電気鉄道（京福）へ譲渡され、同社の駅となる[2]。
  - 8月1日：鞍馬電気鉄道が京福に合併する。これにより当駅は京福叡山本線と鞍馬線の駅となる[2]。
- 1944年（昭和19年）
  - 5月1日：当駅 - 八瀬（現在の八瀬比叡山口）間が、戦争に伴う資材供出のため単線化[2]。
  - 11月10日：当駅 - 二軒茶屋間が、戦争に伴う資材供出のため単線化[2]。
- 1949年（昭和24年）12月 - 元田中から当駅まで京都市電の直通運転を開始[5]。近隣の宝が池公園にあった競輪場への輸送に対応するためである。当駅には市電用の低床ホームが設けられ[6]、現在も4番ホームの北側にその跡が残っている。
- 1951年（昭和26年）7月1日：当駅 - 八瀬間が再び複線となる[2]。
- 1954年（昭和29年）6月10日：駅名を宝ケ池駅に変更[2]。
- 1955年（昭和30年）9月1日：京都市電の直通運転を終了[6]。
- 1958年（昭和33年）4月9日：当駅 - 岩倉間が再び複線となる[2]。
- 1986年（昭和61年）4月1日：路線が京福から分離設立した叡山電鉄へ譲渡され、同社の駅となる[2]。

## 駅構造
島式1面・相対式2面4線のホームを持つ無人駅。当駅の南側（出町柳側）で複線の叡山本線から鞍馬線が左方向に複線分岐して、当駅ホーム部分では各々の複線が並行し、叡山本線が1・2番線、鞍馬線が3・4番線（2・3番線が島式の形状）となっている。
各ホームの中ほどには上屋が設置されているほか、2・3番ホームには待合室があり、室内には自動販売機と建付けの幅の細いベンチが設置されている。通路の中央付近には出町柳方面の先発電車を示す簡単な表示板がある。また、発車案内用の自動放送設備がある。
ホームの南側に構内踏切（第1種甲）があり各ホームを結んでいるが、無人駅で改札口が無いため一般の人の横断も多く、車両通行禁止であるにもかかわらず自転車やバイクの通行もある。また、踏切の東西には有料駐輪場があるほか、かつては西側にトイレが設置されていた。
バリアフリー対応の状況は、西側の白川通側入口から鞍馬方面の4番線ホームへはスロープとなっているため車椅子などでの移動が可能だが、他のホームへは3 - 4段の緩やかな階段があるため、車椅子などでの利用は介助者が必要である。

### のりば
| 番線 | 路線      | 方向 | 行先             | 備考                           |
| ---- | --------- | ---- | ---------------- | ------------------------------ |
| 1    | ■叡山本線 | 上り | 出町柳方面       | （八瀬比叡山口方面からの電車） |
| 2    | ■叡山本線 | 下り | 八瀬比叡山口方面 |                                |
| 3    | ■叡山本線 | 上り | 出町柳方面       | （鞍馬・貴船口方面からの電車） |
| 4    | ■鞍馬線   | 下り | 貴船口・鞍馬方面 |                                |

付記事項
- 鞍馬電気鉄道開業時から駅の基本構造は変っていない。直通開始まで2・3番線ホームは中央で区切られ、階段に面して各々の改札口（簡単な仕切のみ）が設けられていた。駅すぐ西側の白川通との間の現在はマンションとなっている所は鞍馬電気鉄道の本社のあった場所であり、京福電気鉄道時代には木造の大きな建物が事務所として用いられていた[7]。
- 3番線ホームの八幡前側に鞍馬方面下り線への片渡り線がある。以前は朝に1本のみ3番線から岩倉への折返し電車が存在したが1990年前後に廃止となり[8]、現在この駅での折返し営業電車は異常時以外存在しない[9]。なお、ここは開業時には両渡り分岐が設置されていた[10]。
- 3・4番線から修学院方向に伸びる側線は、以前は複線分岐であり、3番線からの線路は下りの叡山本線から鞍馬線への線路と平面交差していた[11]。2・3番ホームの上屋の柱の一部の広告看板が取り外された跡には、広告取り付け中はペンキの塗り替えを免れたため、複数の手書きの「宝ケ池」の古い表示が残され、1本の柱はその字さえも剥落して「やまばな」（山端）の旧駅名の仮名書き表示が判読できた。2009年に上屋の塗り替えが行われ、「宝ケ池」の字の残っていた柱は塗り潰されたが、「やまばな」の字の残る部分だけは敢えて塗り残され、透明塗料で剥落防止措置がなされた上で、「旧駅名標」の説明書きが添えられ保存されている。

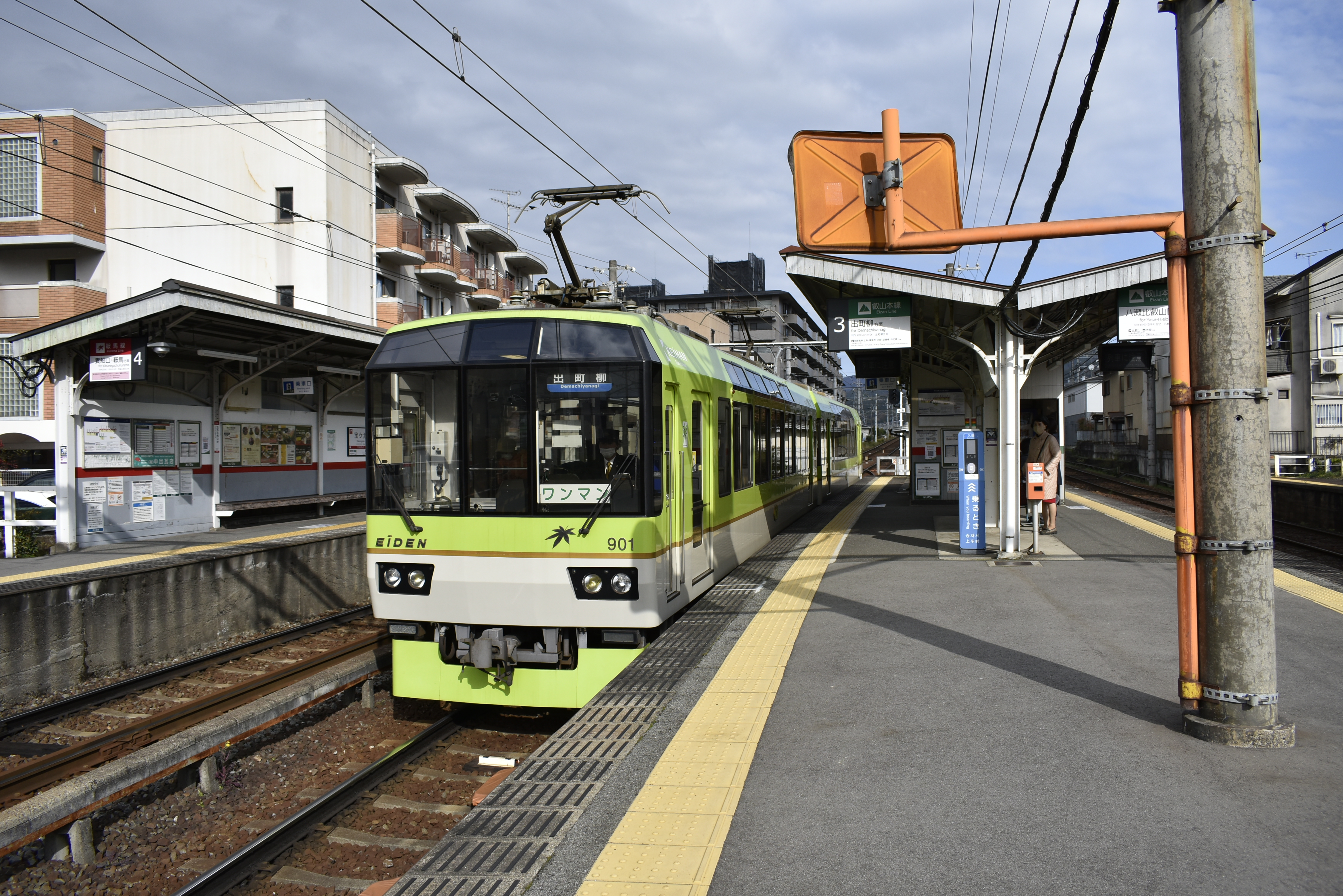
上り線ホーム・出町柳駅行（2020年11月）
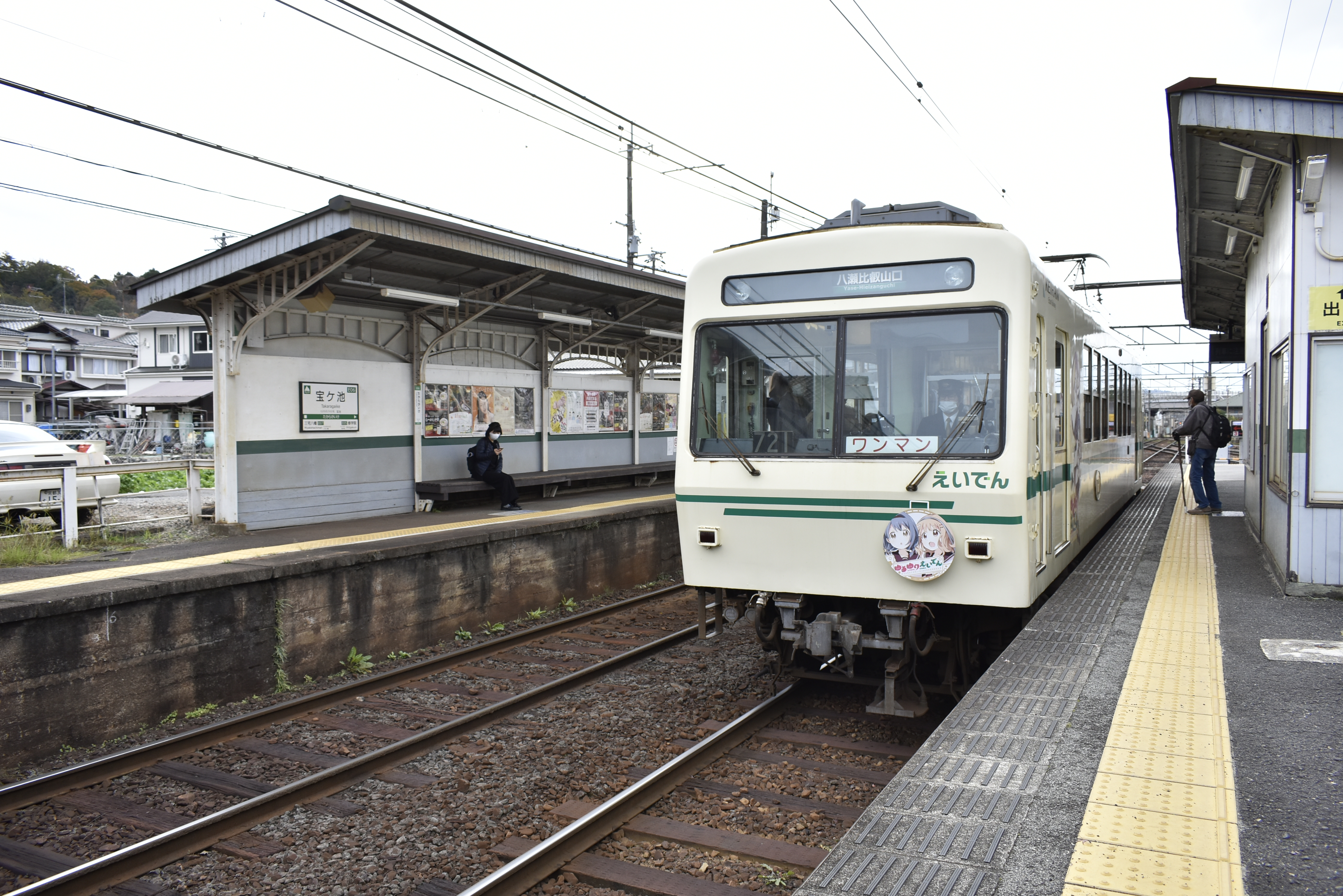
下り線ホーム・八瀬比叡山口行（2020年11月）
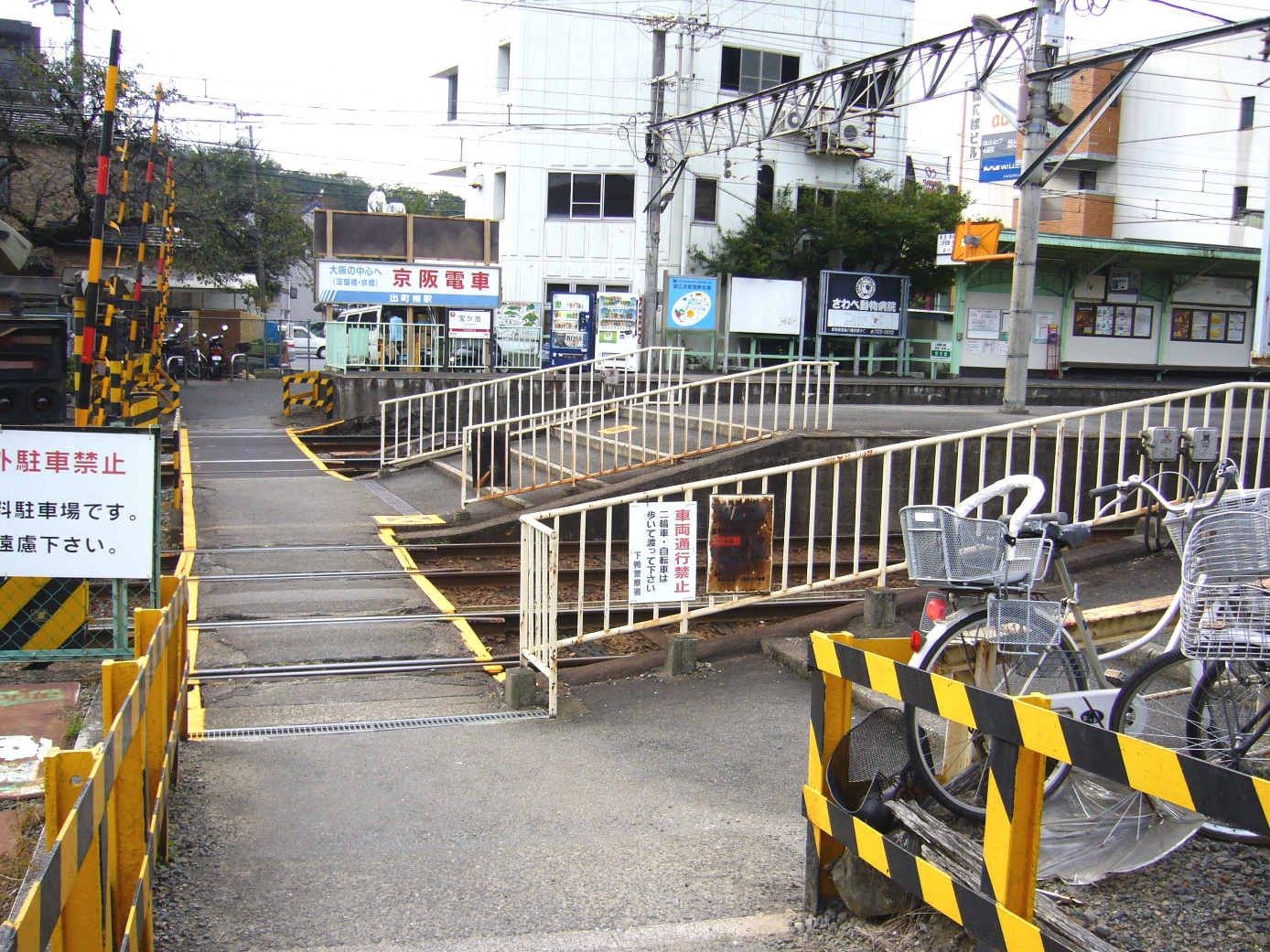
構内踏切（2007年10月）
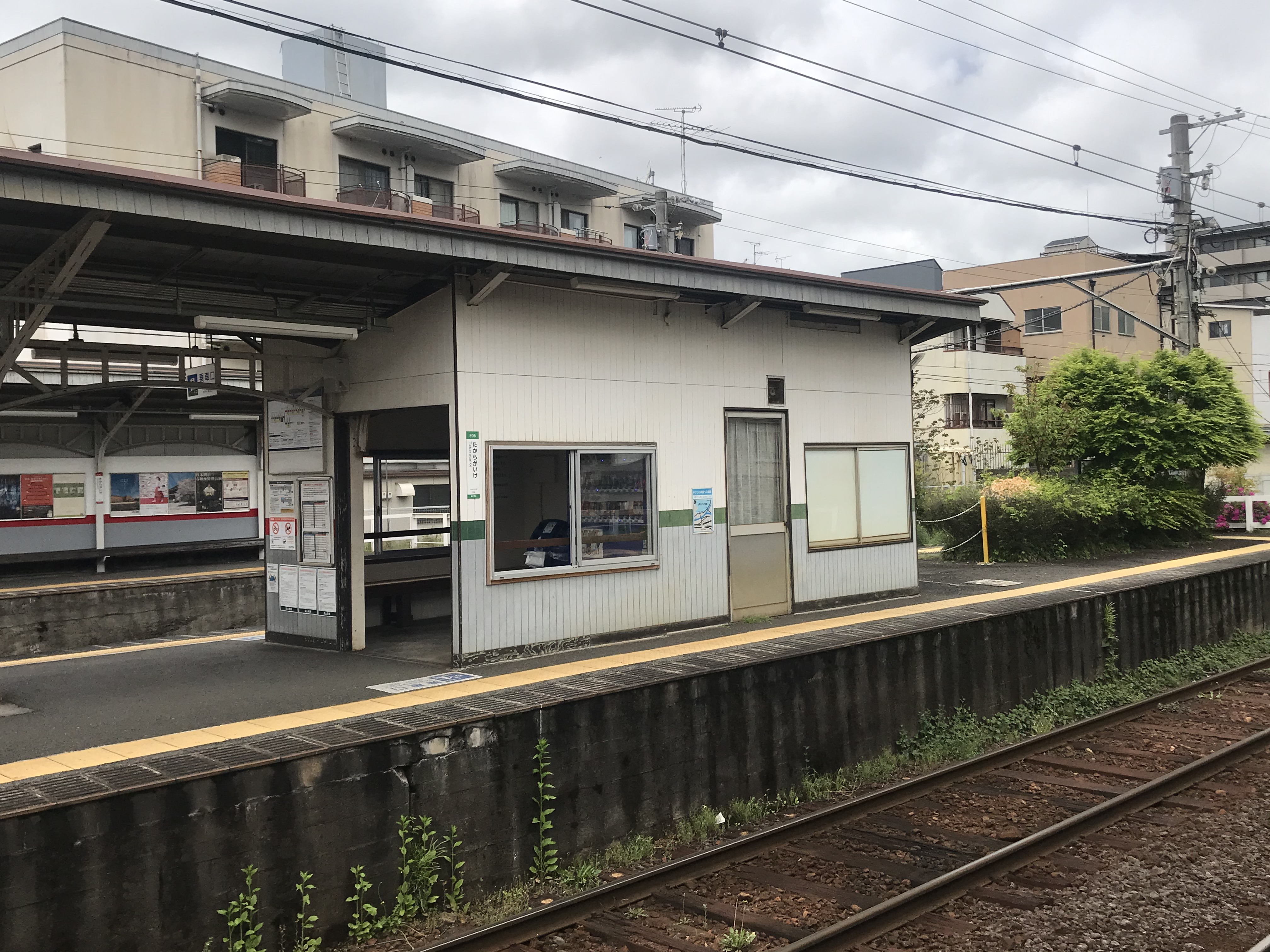
待合室（2020年5月）
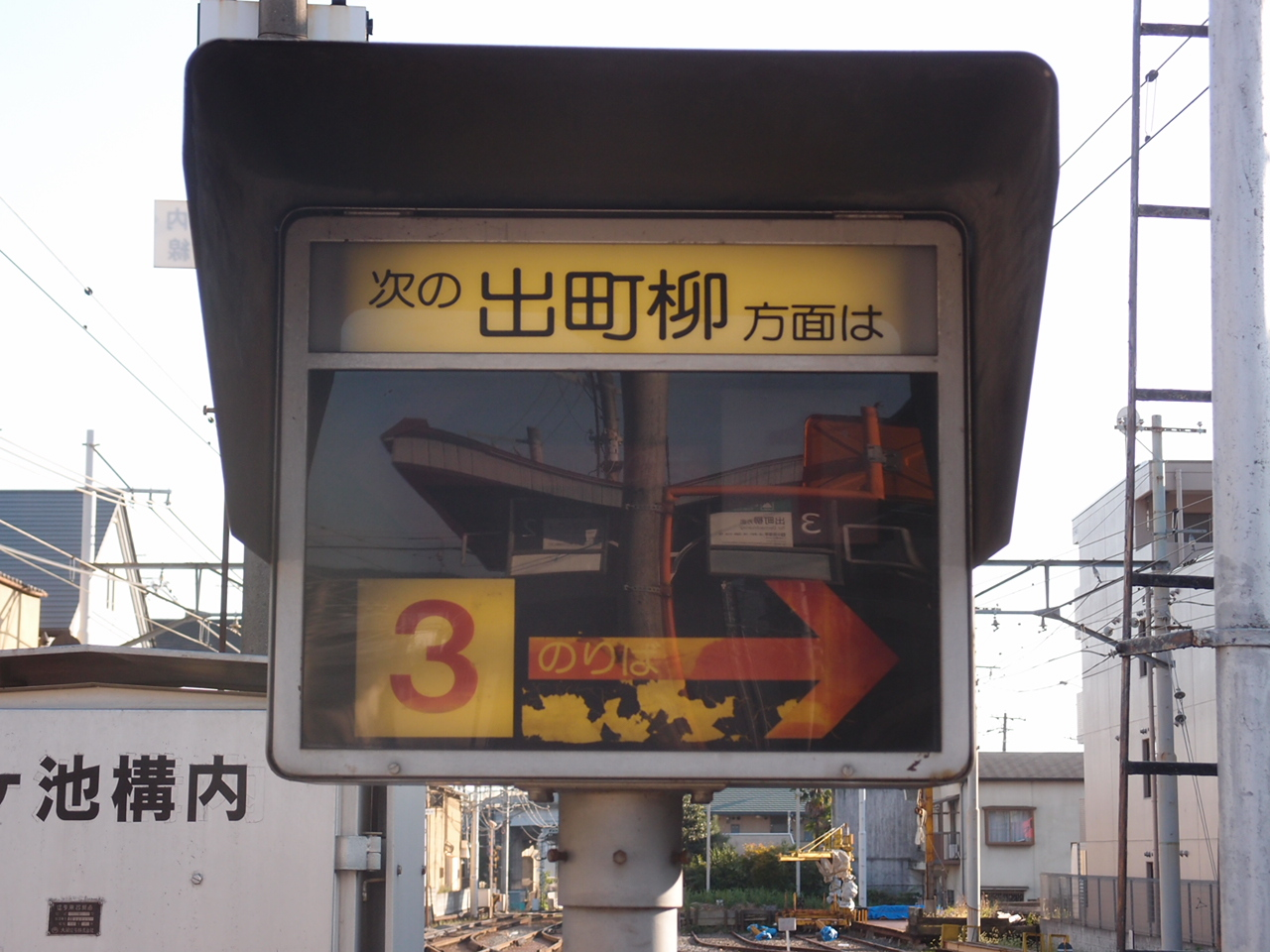
出町柳行きの到着・発車番線を知らせる案内機（2012年10月）
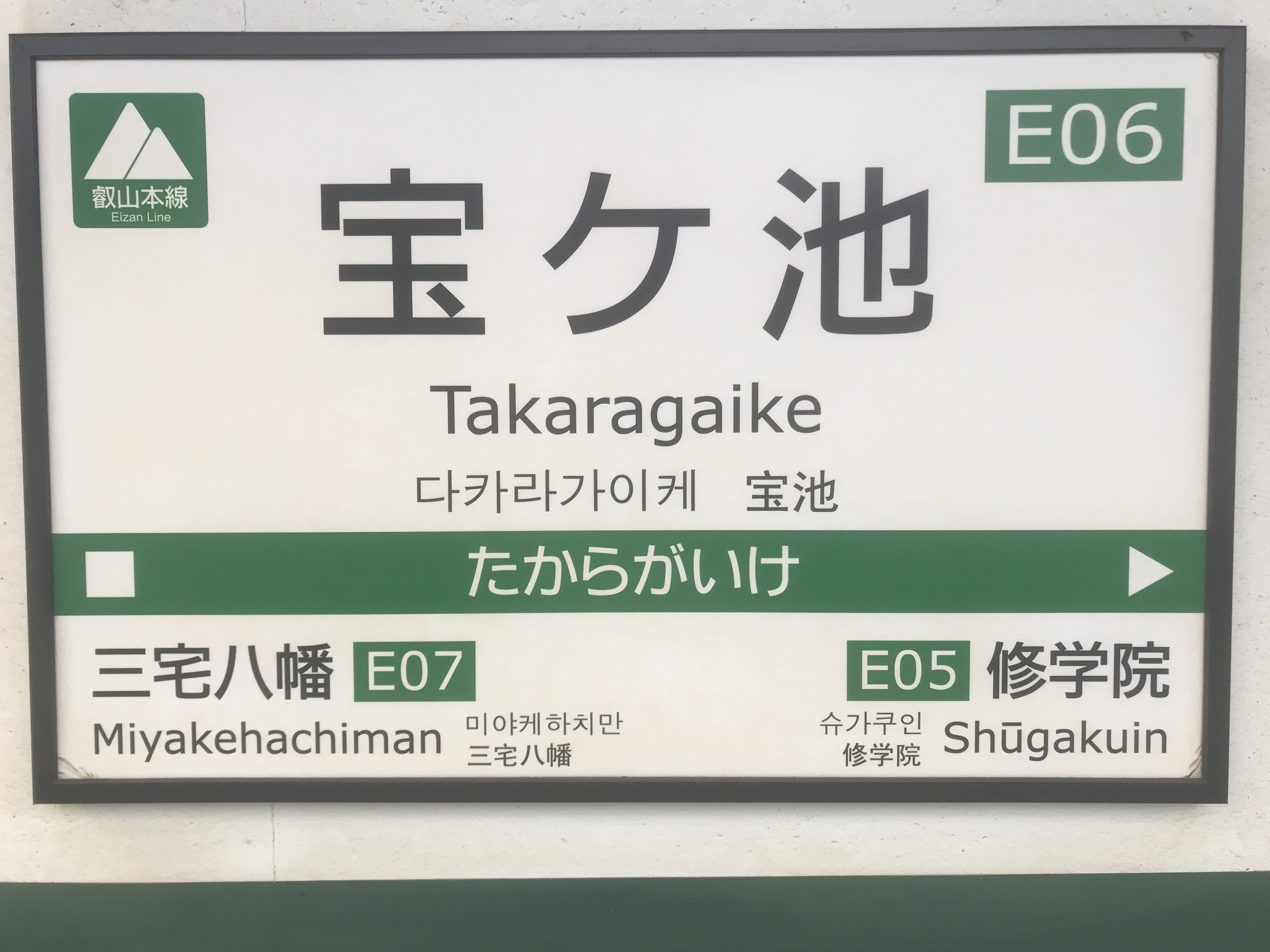
1番線の駅名標（2020年5月）
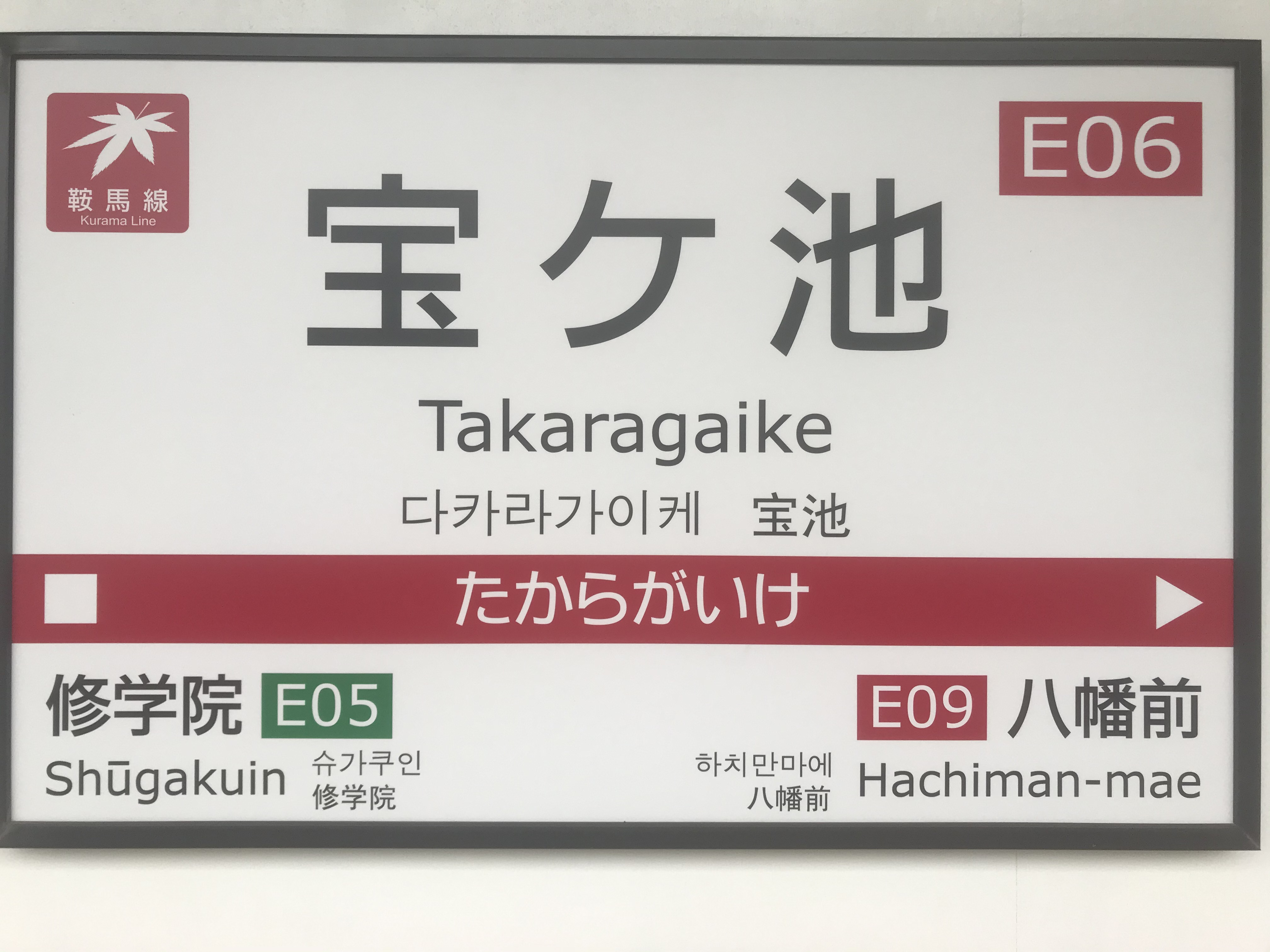
4番線の駅名標（2020年5月）
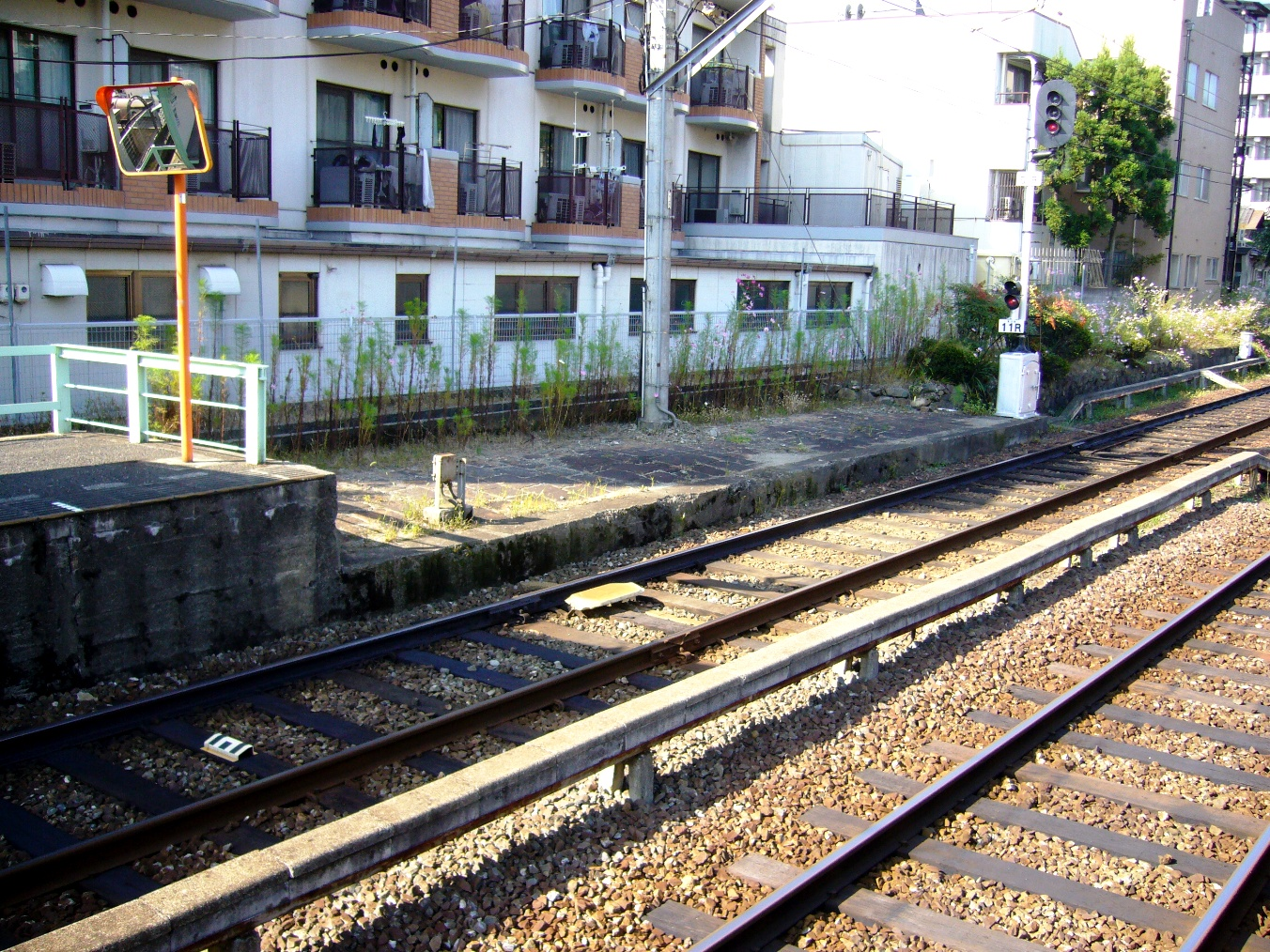
4番ホーム端部に残る低床ホーム（2008年10月）
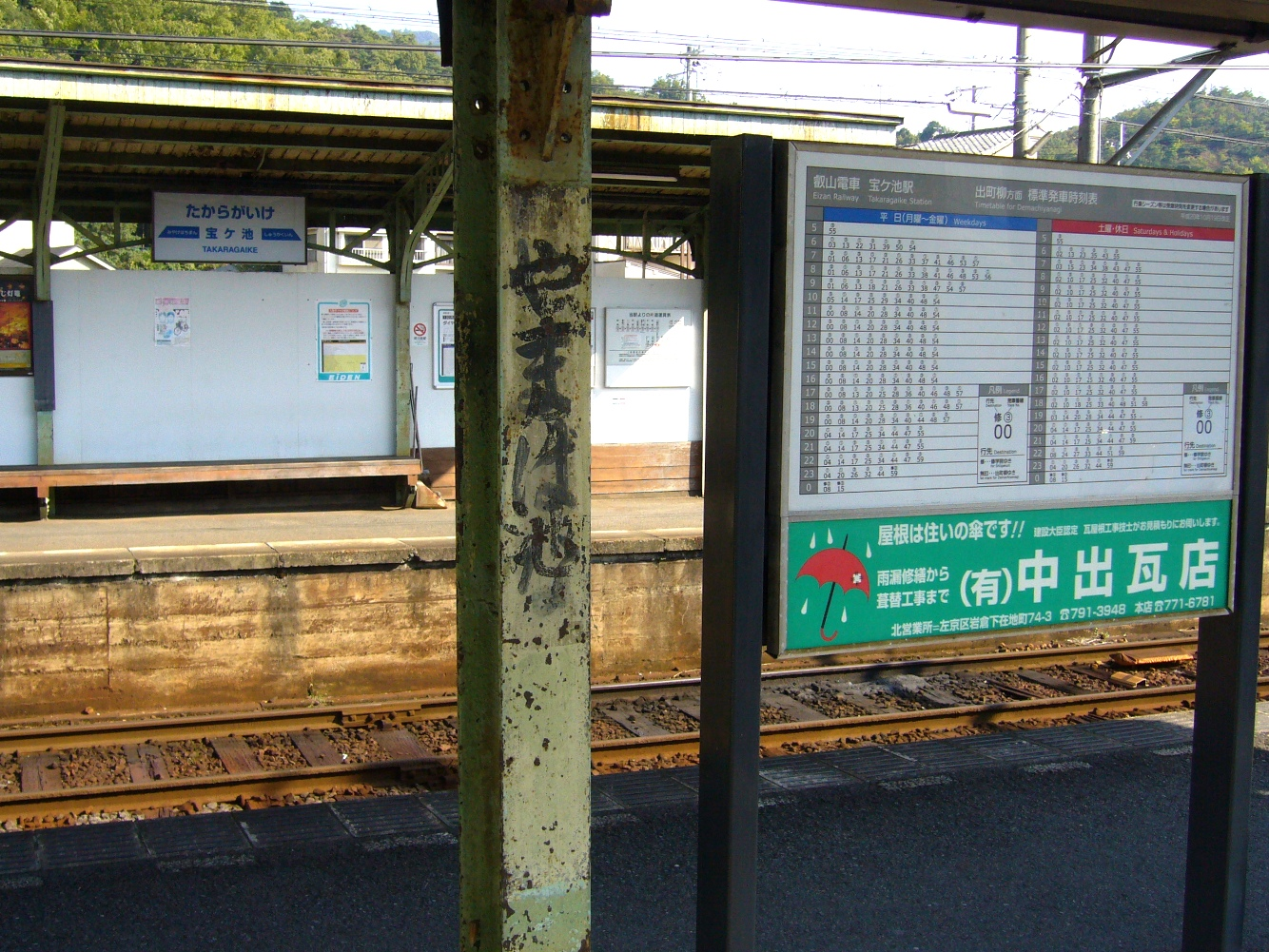
柱に残る「やまはな」の旧駅名（2008年10月）

### 配線図
| ← 叡山本線 出町柳方面                                                                                                  | 叡山電鉄 宝ケ池駅 構内配線略図 | → 鞍馬線 鞍馬方面 |
| | ↓ 叡山本線 八瀬比叡山口 方面   |                   |
| 凡例 出典:（参考）川島令三、『全国鉄道事情大研究 - 京都・滋賀篇』 119p、草思社、1992 ／宝ケ池駅（各駅情報） - 叡山電鉄 |                                |                   |

### 乗換時の取扱い
叡山本線と鞍馬線の乗換駅となっているが無人駅のため、乗換えの際は乗客から乗務員への申し出により以下の取り扱いが行なわれる。
- 目的駅までの乗車券を所持している場合は、検札のみを実施。
- 無人駅から乗車の場合などで目的駅までの乗車券を所持していない場合は、車内で目的駅までの運賃を支払ったうえで目的駅までの乗車券を発行する。
- 回数券を利用している場合は、「乗換」と書かれた押印を実施。
- 交通系ICカード(ICOCA　PiTaPa等)を利用している場合は、駅にある出場用簡易改札機あるいは車内のカード読み取り機にタッチして宝ヶ池駅までの運賃を引き落としたうえで、再度入場用簡易改札機にタッチする。目的駅では最初の乗車駅からの通し運賃と、宝ヶ池で引き落とされた額との差額が引き落とされる。

## 駅周辺
白川通（国道367号）に面し、駅南側で川端通（国道367号）と分かれた白川通の高架橋が線路を跨ぐ。周辺は白川通沿い以外は山に挟まれた狭い住宅地となっており、近隣には駐輪場とコインパーキングがある。また、北西約1キロメートルに京都市営地下鉄烏丸線国際会館駅がある。
- 宝ヶ池公園 子どもの楽園 - 宝ヶ池競輪場跡に整備された公園。
- 京都上高野郵便局
- 高野川

## バス路線
駅の西口を出てすぐの白川通沿いに「宝ヶ池」停留所が設置されている。
北行（道路向い側）
- 京都市営バス
  - 5・31・65系統：岩倉操車場行
- 京都バス
  - 10系統：八瀬バイパス・大原 経由 朽木学校前行（3月16日から12月15日の土曜・休日・8月14・15・16日のみ）
  - 15系統：国際会館駅行
  - 16・特16・17・18系統：八瀬駅前 経由 大原行（特16系統は国際会館駅経由）
  - 21・23系統：八幡前・長谷別れ 経由 岩倉実相院行
  - 41・43系統：八幡前・長谷別れ 経由 岩倉村松行
  - 大原・小出石行（毎朝1便）

南行
- 京都市営バス
  - 5号系統：四条河原町 経由 京都駅行
  - 31号系統：祇園　経由 四条烏丸行
  - 65号系統：烏丸丸太町　経由 四条烏丸行
- 京都バス
  - 10系統：京阪出町柳駅行（3月16日から12月15日の土曜・休日・8月14・15・16日のみ）
  - 16・特16系統：京阪出町柳駅・四条河原町 経由 三条京阪行
  - 15・17系統：京阪出町柳駅・三条京阪・四条河原町 経由 京都駅行
  - 18号系統（土・休日1本のみ）：白川通・百万遍・東山通 経由 京都駅行
  - 21・41系統：高野橋東詰・京阪出町柳駅・府立医科大病院・河原町三条 経由 四条河原町行
  - 川端通 京阪出町柳駅行（土曜日のみ）
  - 川端通 経由 高野車庫行（休日のみ）

## 隣の駅
叡山電鉄
■叡山本線
修学院駅 (E05) - 宝ケ池駅 (E06) - 三宅八幡駅 (E07)
■鞍馬線
宝ケ池駅 (E06) - 八幡前駅 (E09)
- 括弧内は駅番号を示す。